# Pontinische Ebene

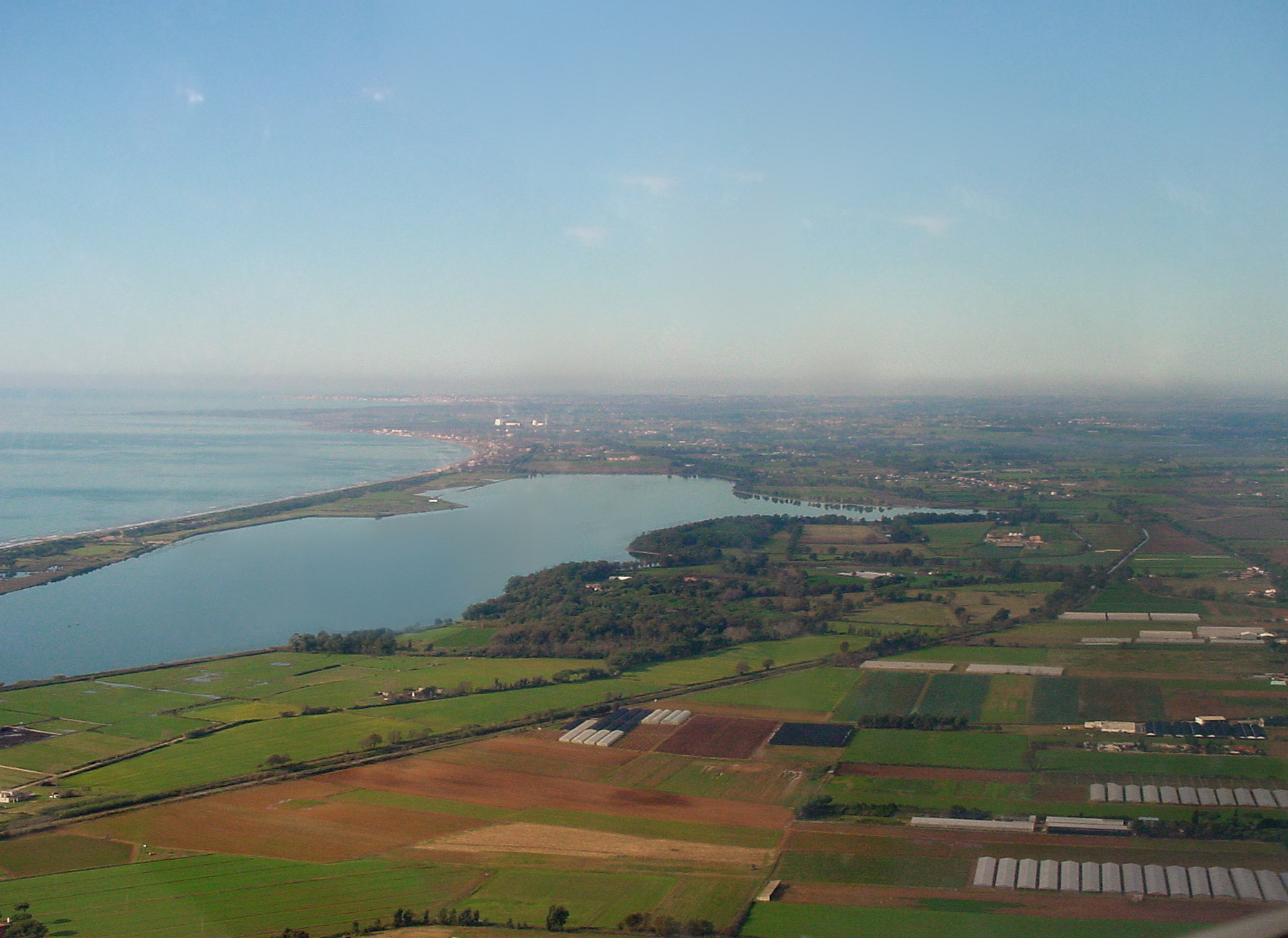
Der Süden der Pontischen Ebene bei Terracina (Parco Nazionale del Circeo)

Die Pontinische Ebene, italienisch Agro Pontino (Romano) oder historisch Paludi Pontine (Pontinische Sümpfe), ist ein ehemaliges Sumpfgebiet in der Region Latium (Mittelitalien) südöstlich von Rom. Sie erstreckt sich entlang der Küste des Tyrrhenischen Meers, von dem sie durch Sanddünen abgegrenzt ist, etwa von Anzio bis nach Terracina. Nach Nordosten wird sie von den Monti Lepini und den Monti Ausoni begrenzt. Die Fläche beträgt rund 775 km². Die Via Appia durchquert die Ebene seit der Antike.

## Geologie
Die Pontinische Ebene wird durch einen tektonischen Graben gebildet, die zugehörigen Horste (Hebungen) sind die Bergkette im Osten und der Grund unter der Dünenkette, die sie zum Meer hin abgrenzt. Bis ins späte Pleistozän lag das Gebiet unter Wasser im Tyrrhenischen Meer. Durch vulkanische Aktivität und mehrfache Veränderungen der Höhe des Meeresspiegels (Regression und Transgression) bildete sich eine flache Lagune, die vom Meer durch neu entstandene Dünen getrennt wurde und durch den Sedimenteintrag aus den Bergen allmählich verlandete. Die Ebene weist ein nur sehr schwaches Gefälle vom Nordwesten nach Südosten hin auf, fällt also zu den Bergen hin etwas ab; Teile der Fläche liegen heute knapp unter dem Meeresspiegel.

## Die Versumpfung der Ebene seit der Antike

Sonnenuntergang über den Pontinischen Sümpfen (Gemälde von August Kopisch)

Die Pontinische Ebene wurde ursprünglich wohl von lateinischen Stämmen besiedelt, die gegen 500 v. Chr. vom Volksstamm der Volsker verdrängt wurden. Plinius berichtet, dass die Pontinische Ebene im 5. Jahrhundert v. Chr. eine blühende Kulturlandschaft gewesen sei. Titus Livius überliefert die Namen von 33 Städten, darunter Suesse Pometia, die reiche, sagenumwobene Hauptstadt, deren genaue Lage bis heute nicht geklärt werden konnte. Handelsbeziehungen mit Rom aus dieser Zeit belegen, dass die Volsker auch Getreide anbauten und dabei Überschüsse für den Verkauf produzierten, sie konnten also die dafür notwendige, durch die Topographie schwierige Entwässerung des Gebietes in größerem Maßstab bewerkstelligen. In der Mitte des 4. Jahrhunderts v. Chr. wurde die Gegend von den Römern nach langen kriegerischen Auseinandersetzungen mit den Volskern unterworfen. 357 v. Chr. entstand die Tribus Pomptina (der Name ist von Pometia abgeleitet), es wurden Kolonisten angesiedelt und 321 v. Chr. die Via Appia als direkte Verbindung nach Rom gebaut.
In den folgenden Jahrhunderten versumpfte die Pontinische Ebene zunehmend, vermutlich kamen dabei mehrere Faktoren zusammen: Zu den Zerstörungen durch die kriegerischen Auseinandersetzungen, durch die Teile der Ebene verlassen wurden und brach lagen, kam die Unerfahrenheit der neuen Siedler, die nicht mehr das Wissen besaßen, die Entwässerungsanlagen der Volsker weiter zu betreiben. Hinzu kam sehr wahrscheinlich auch der Kahlschlag und Raubbau an den Wäldern auf den Bergen im Osten. Wegen ihres enormen Holzbedarfs für den Schiffbau und die römische Warmwasserheizung holzten die Römer den Waldbestand auf den Berghängen systematisch ab mit der Folge, dass jeden Winter und Frühling der Humusboden durch die Bodenerosion von zahllosen Bächen in die Ebene gespült wurde. Die Bergkette besteht aus Kalkstein, der bis zur Zerstörung der Vegetationsschicht durch seine zahlreichen Klüfte und Spalten große Wassermassen absorbieren und zeitverzögert über einen längeren Zeitraum durch die Quellen am Fuß des Gebirges wieder abgeben konnte. Die drei Flüsse Sisto, Uffente und Amazone mussten nun zu Hochwasserzeiten sehr viel mehr Wasser aufnehmen, sie wechselten häufig ihr Bett und überfluteten größere Flächen. Da es aus der Ebene nur bei Terracina einen einzigen Abfluss ins Meer gibt, stauten sich bei Hochwasser und bei stürmischer See die Wassermassen in das Landesinnere zurück. Außerdem werden ein Anstieg des Meeresspiegels und eine allgemeine Zunahme der Niederschläge im Rahmen von Klimaveränderungen als Ursachen für die zunehmende Versumpfung genannt.
Die tropische Anopheles-Mücke, Überträgerin der Malaria, breitete sich aus. Da sie die ganze Ebene verseuchte, machte die tödliche Krankheit die Ebene weit über das eigentliche Sumpfgebiet hinaus unbewohnbar. Um das Jahr 1900 war die Ebene weitgehend entvölkert.

## Die Trockenlegung

### Erste Versuche der Trockenlegung

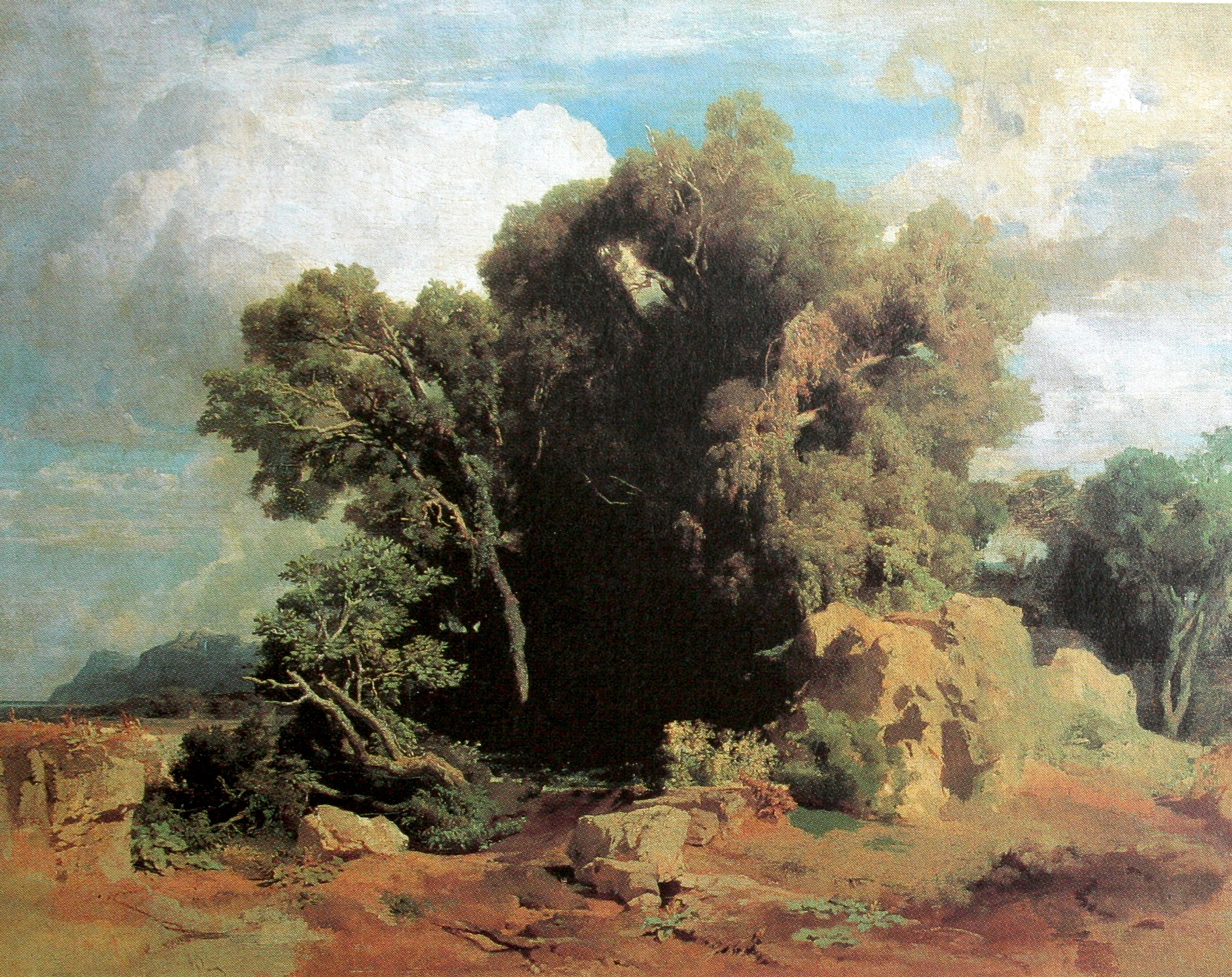
In den pontinischen Sümpfen, Gemälde von Arnold Böcklin, 1851

Bereits Caesar, einige Kaiser nach ihm sowie mehrere Päpste (Landesherren des Kirchenstaats) und auch Napoleon versuchten, die Sümpfe trockenzulegen. Alle Versuche scheiterten. Keinem gelang es, die Bodengewässer und die zuströmenden Wassermassen abzuleiten. Alle Pläne gingen davon aus, dass alles Wasser in der tiefsten Rinne der Ebene gesammelt werden müsse, um es ins Meer abfließen zu lassen. Da damals keine ausreichenden Pumpkapazitäten zur Verfügung standen, erwiesen sich die Pläne als technisch undurchführbar.
Am 17. Februar 1787 besuchte Goethe mit seinem Malerfreund Tischbein die Sümpfe und berichtet in seinem Buch Italienische Reise, dass sie „kein so übles Aussehen haben als man sie gemeiniglich in Rom beschreibt“. Er interessiert sich für die Trockenlegungsversuche, nach seiner Beobachtung „ein großes und weitläufiges Unternehmen“. Wahrscheinlich gewann er, wie der Germanist Dieter Richter schrieb, hier die Anregung zu der Szene „Großer Vorhof des Palasts“ in seinem Faust II:
Ein Sumpf zieht am Gebirge hin,
verpestet alles schon errungene;
den faulen Pfuhl auch abzuziehn,
das Letzte wär das Höchsterrungene.
Eröffn’ich Räume vielen Millionen.
(Verse 11559-62)

### Fedor von Donat und diePontinische Syndikats GmbHam Ende des 19.Jahrhunderts
Ende des 19. Jahrhunderts hatte ein preußischer Offizier, Major Fedor Maria von Donat (1847–1919), die entscheidende Idee. Er entwickelte den Plan, einen Ringkanal anzulegen, der am Fuß des Gebirges bis zu einem Dünendurchstich in der Höhe von Terracina führen und die Zuflüsse aus den Bergen auffangen sollte, bevor sie die Ebene erreichten. Danach wollte er innerhalb von fünf Jahren die Sümpfe austrocknen, indem er das Bodenwasser über ein Kanalsystem durch Pumpwerke hoch ins Meer drückte. Die dafür nötige Elektrizität plante er durch Talsperren im Gebirge mit Wasserkraftwerken zu gewinnen. Das Deutsche Patentamt patentierte das Projekt unter der Nummer 17 120.
Donat publizierte in Rom und Berlin seine Idee. Es gelang ihm, Emil Rathenau für sein Vorhaben zu gewinnen, der als Generaldirektor der AEG in Berlin ein Interesse an dem Marktpotential für elektrische Investitionsgüter hatte. Rathenau und einige Berliner Industrielle und Finanziers gründeten 1900 die Pontinische Syndikats GmbH. 70 Millionen Goldmark wurden für das Entwicklungsprojekt der Trockenlegung bereitgestellt. Voraussetzung war, dass von italienischer Seite ein ähnlich hoher Betrag aufgewendet werden würde.
1898 hatte Fedor von Donat seinen Abschied als Bataillonskommandeur genommen und war mit seiner Familie nach Rom umgezogen. Dort warb er für sein Vorhaben bei der Regierung, den vier Großgrundbesitzern, den Finanzkreisen und im Vatikan. Er pachtete in Terracina 240 Hektar Sumpf und legte in der Tenuta Ponte Maggiore ein Mustergut an. Mit Hilfe von drei durch Ochsen getriebenen altägyptischen Göpelwerken bonifizierte er das Land, das eine hohe Bodenqualität von über 70 Punkten aufwies, und führte den Nachweis, dass drei Ernten im Jahr möglich waren. Seine 80 Arbeiter schützte er durch eine tägliche Dosis Chinin vor der Malaria. Er lud die römischen Korrespondenten zu Pressebesuchen auf sein Gut ein. 1902 erschienen in den großen überregionalen deutschen Zeitungen, aber auch im Ausland, lange Artikel über dieses Entwicklungsprojekt, oft getragen von nationalem Stolz. Donat argumentierte vor allem mit der Ausrottung der Malaria im Umland der Hauptstadt, da die Malaria die Ausdehnung Roms nach Süden verhinderte, und mit dem Zugewinn einer neuen Provinz für Italien ohne einen Kolonialkrieg führen zu müssen. Die Urbanisierung der Sümpfe könne 200.000 Italiener vor der Auswanderung bewahren.
Donats Plan scheiterte. Diesmal war es nicht die technische Unzulänglichkeit wie bei den Vorgängern, sondern politische Erwägungen standen der Realisierung entgegen. Die liberale Regierung zögerte und gab dem Norden den Vorzug, wo in der Po-Ebene große Sumpfgebiete trockengelegt werden mussten. Der heftige Widerstand der vier Großgrundbesitzer ergab sich aus der nötigen Enteignung und Verpachtung eines Großteils ihres Sumpflandes an das deutsche Syndikat. Wahrscheinlich machten auch die Deutschen überzogene Erwartungen an der Gewinnbeteiligung geltend. Jedenfalls verschleppte der Ko-Finanzier, die von dem deutschen Bankier Otto Joel geleitete Banca Commerciale in Mailand, ständig die Aufnahme der Arbeiten. Donat, der seine Lobby-Arbeit und das Gut auf eigene Rechnung betrieb, hatte 1903 das Vermögen seiner Frau in Höhe von 75.000 Goldmark aufgebraucht und kehrte mittellos nach Deutschland zurück. Das „Pontinische Syndikat“ wurde am 4. September 1914 aufgelöst. Damit endete ein vorzeitiger, aber kühner Versuch einer transnationalen Gemeinschaftsinvestition, um neues Land zu erschließen.

### Trockenlegung 1930–1940
1930 ließ der faschistische Diktator Benito Mussolini die Arbeiten zur Trockenlegung des Gebiets nach Donats Plänen wiederaufnehmen, in knapp 10 Jahren wurden etwa 840 Quadratkilometer Land landwirtschaftlich nutzbar gemacht. Mussolini instrumentalisierte das Arbeitsbeschaffungsprogramm (ähnlich wie Adolf Hitler ab 1933 den Autobahnbau) für propagandistische Zwecke, so ließ er sich häufig zwischen den Arbeitern mit nacktem Oberkörper und Schaufel in der Hand fotografieren.
Im Zuge der Urbarmachung entstanden auch die città nuove (neue Städte) Littoria (heute Latina, 1932), Sabaudia (1933–34), Pontinia (1934–35), Aprilia (1936–37) und Pomezia (1938–39) als neue regionale Verwaltungszentren (Centri comunali agricoli). In Pontinia ließ Mussolini in Anerkennung seiner Leistungen eine Straße nach Donat benennen. Besiedelt wurde das damals nahezu menschenleere Gebiet durch arme, in der Landwirtschaft zumeist unerfahrene Familien aus der Emilia-Romagna, woraus sich viele der wirtschaftlichen Fehlschläge der ersten Jahre erklären.
Ein Rückschlag war die erneute Flutung eines Teiles der Ebene durch die deutsche Wehrmacht im Spätsommer 1943, die damit nach der Landung der Alliierten in Sizilien deren Vormarsch auf Rom behindern wollte. Eine Bewertung dieser Maßnahme als einzigem Fall von biologischer Kriegsführung im Zweiten Weltkrieg durch eine geplante Auslösung von Malaria-Epidemien konnte durch neuere Untersuchungen entkräftet werden. Schon bald nach Kriegsende wurden die Entwässerungsanlagen wieder instand gesetzt.
Heute durchzieht ein Kanalsystem das trockengelegte Gebiet. Angebaut werden hauptsächlich Weizen, Obst und Wein. In der Provinz Latina, die in etwa die damals trockengelegten und zuvor weitgehend unbewohnten Gebiete umfasst, lebten 2012 etwa 550.000 Menschen.